# Тимуровец
Тиму́ровец — понятие из советских времён, обозначающее образцового пионера, совершающего хорошие поступки на благо конкретных людей и всего общества. Происходит от книги Аркадия Гайдара «Тимур и его команда», герой которой, пионер Тимур, организовал отряд ребят, тайно помогавший семьям красноармейцев, пожилым или больным людям.
После появления этой книги стало зарождаться неформальное тимуровское движение — действенная (с элементами игры) форма общественно полезной деятельности детей и подростков, способствующая их нравственному воспитанию, развитию инициативы и самодеятельности.

## Зарождение

### Первый отряд
Первые тимуровские отряды создавались в городе Клин Московской Области — в городе, где Аркадий Петрович Гайдар и написал свою повесть «Тимур и его команда». Первая тимуровская команда была основана в школе № 2 в 1940 г. (ныне МОУ-Гимназия № 2). Состояла она из 6 тимуровцев: Калининой Анны Васильевны, Дуженкова Владимира Ивановича и др. После, в 1982 году, когда школа № 2 переехала в новое здание (где находится и поныне) был основан тимуровский штаб «Красный Конник» (рук. Захарова Н. И.) — примерный тимуровский штаб, который участвовал во многих слётах (к примеру, слёт тимуровских отрядов в Черкассах). После перестройки руководитель «Красного Конника» Нина Ивановна Захарова и администрация школы решили продолжить тимуровское дело старого штаба и основали тимуровский штаб «Данко», который существует до сих пор. В штабе «Данко» проводятся такие операции, как «Ветеран всегда рядом», «Соберём макулатуру», «Молодой солдат» и многие другие. Штаб «Данко» является штаб-лидером и примером других детских организаций. Девиз штаба «Данко»: «Дарим сердце людям».

### Расширение
Есть мнение, что Аркадий Гайдар описал опыт скаутов. Тимуровское движение по своей сути совпало с советской идеологией альтруизма и взаимовыручки. Тимуровские отряды помогали детским домам и школам, шефствовали над семьями красноармейцев, работали в полях, заготавливали дрова, собирали металлолом. При этом подростки продолжали ходить на уроки и должны были показывать пример в учёбе.
Тимуровское движение начало быстро распространяться. Команды в одной местности соперничали друг с другом, отыскивая сферы приложения своих сил.

## Во время войны
В годы Великой Отечественной войны 1941—1945 гг. многие тимуровцы становились партизанами, тимуровские команды и отряды действовали в школах, детских домах, при дворцах и домах пионеров и других внешкольных учреждениях; только в РСФСР насчитывалось свыше 2 млн тимуровцев. Они шефствовали над госпиталями, организуя дежурство, помогая по поручению раненых писать письма их родным и помогая медперсоналу. Они также помогали семьям солдат и офицеров Советской Армии, помогали собирать урожай, работали в фонде обороны.
В 1942 году начали проводиться первые слёты тимуровцев, на которых ребята делились опытом и рассказывали о результатах своей работы.
В 1945 году в Советском Союзе насчитывалось около трех миллионов тимуровцев.

## Послевоенные годы
В послевоенный период они оказывали помощь инвалидам и ветеранам войны и труда, престарелым, ухаживали за могилами погибших воинов. Они включились в поиск без вести пропавших, в создание музеев боевой славы в своих школах.
В 1960-е гг. поисковая работа тимуровцев по изучению жизни Гайдара во многом способствовала открытию мемориальных музеев писателя в Арзамасе, Льгове. На средства, собранные тимуровцами, в Каневе была организована библиотека-музей им. Гайдара.
В начале 1970-х гг. был создан Всесоюзный штаб Тимура при редакции журнала «Пионер». В 1973 году во Всесоюзном пионерском лагере «Артек» состоялся первый всесоюзный слёт тимуровцев, на котором присутствовало свыше 3.5 тысяч делегатов и была принята программа тимуровского движения. Оно вышло за пределы Советского Союза: тимуровские команды и отряды создавались в пионерских организациях ГДР, НРБ, ПНР, СРВ, ЧССР.
Традиции тимуровского движения нашли своё выражение и развитие в добровольном участии детей и подростков в благоустройстве городов и сёл, охране природы, помощи трудовым коллективам взрослых и др.
Тимуровские акции и операции:
- «Красные звёзды Тимура»
- «Ветеран живёт рядом»
- «Детский дом - наш общий дом»
- «Милосердие»
- «Здравствуй, солдат!»
- «Малышок»[4]

## Современный этап
В современной России тимуровское движение сохранилось в ряде регионов, хотя и утратило руководство со стороны пионерской организации и комсомола. Психологи[какие?] считают, что подросткам необходимо объединяться в группы и иметь общее увлечение, а ещё лучше, когда их деятельность направлена на благую цель.
Тимуровские отряды действуют в Белоруссии. Они помогают одиноким пожилым людям, участникам боевых действий и их семьям, детям-сиротам, инвалидам, ухаживают за памятниками, мемориальными комплексами, братскими могилами.

## В искусстве

### Песни[2]
- «Четвёрка дружная ребят» (1941). Слова С.Маршака, музыка Д.Кабалевского.
- «Как высоко над нами наше небо» (1941). Слова С.Михалкова, музыка И.Ковнера.
- «Песня тимуровцев» (1942). Слова Я.Тайца, музыка М. Блантера.
- «Гайдар шагает впереди» (1962). Слова Н.Добронравова, музыка А.Пахмутовой.
- «Песня красных следопытов» (1962). Слова Н.Добронравова и С.Гребенникова, музыка А.Пахмутовой.
- «Орлята учатся летать» (1965). Слова Н.Добронравова и С.Гребенникова, музыка А.Пахмутовой.
- «Тимуровцы» (1975). Слова К.Ибряева, музыка Ю.Чичкова.

### Фильмы
- Тимур и его команда (1940, 1976)
- Клятва Тимура (1942)